# Isuzu Wizard
Der Isuzu MU / Wizard war ein SUV, das Isuzu zwischen 1989 und 2004 produzierte. Das Akronym „MU“ steht für „Mysterious Utility“. Der 3-türige Isuzu MU erschien 1989 und der auf ihm basierende 5-türige Isuzu Wizard 1990. Isuzu vertrieb die Modelle weltweit unter verschiedenen Namen außerhalb des Heimatmarktes. Auch von der an Isuzu beteiligten General Motors wurde das Fahrzeug unter verschiedenen Namen produziert.

## Benennungen
- Isuzu MU (kurzer Radstand, 3-türig) und Honda Jazz in Japan, Isuzu Amigo und später Isuzu Rodeo Sport in Nordamerika, Vauxhall bzw. Opel Frontera in Kontinentaleuropa und Holden Frontera Sport in Australien.
- Isuzu Wizard (langer Radstand, 5-türig) in Japan, Isuzu Rodeo und Honda Passport in Nordamerika, Opel/Vauxhall Frontera in Europa und Holden Frontera in Australien. Außerdem als Chevrolet Frontera in Ägypten, Isuzu Cameo und Isuzu Vega in Thailand, Isuzu Frontier in Südamerika und als Chevrolet Rodeo in Ecuador, Kolumbien und Bolivien.

## Isuzu MU / Wizard I 1989–1998
Der 3-türige Isuzu MU debütierte 1989 in Japan. Er basierte auf dem Pick-up Isuzu Faster TF. Von dessen Vorgängermodell hatte man bereits ein SUV-ähnliches Fahrzeug entwickelt, den Isuzu Faster Rodeo (in Nordamerika Isuzu P'up Rodeo), der ein Pick-up mit GFK-Aufbau und Allradantrieb war. Um dieses Segment besser bedienen zu können, erfolgte nun die Entwicklung eines geschlossenen sportlichen Fahrzeugs mit Allradantrieb. Das Ergebnis war der Isuzu MU mit 4 Sitzplätzen. Da man sich erst spät zur Entwicklung eines größeren Modells entschloss, erschien der 5-türige und auf einem längeren Radstand basierende Isuzu Wizard mit 5 Sitzplätzen erst 1990. Mit dem Isuzu Faster teilten beide Modelle die meisten inneren Komponenten nebst Motoren und Getriebe sowie die vorderen Türen. Wie der Pick-up waren die beiden Modelle wahlweise mit Heck- oder Allradantrieb erhältlich. Der Isuzu MU I wurde in Japan auch von 1993 bis 1998 mit identischer Technik von Honda als Honda Jazz vermarktet.

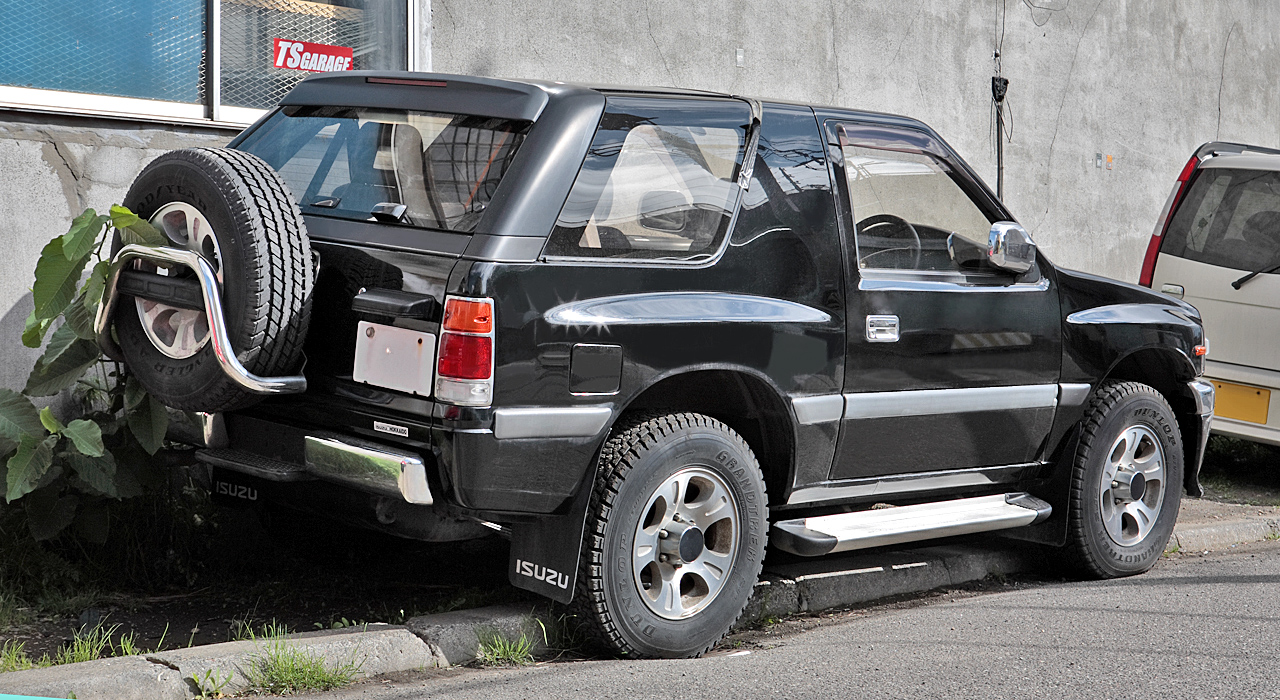
Isuzu MU (Heckansicht)
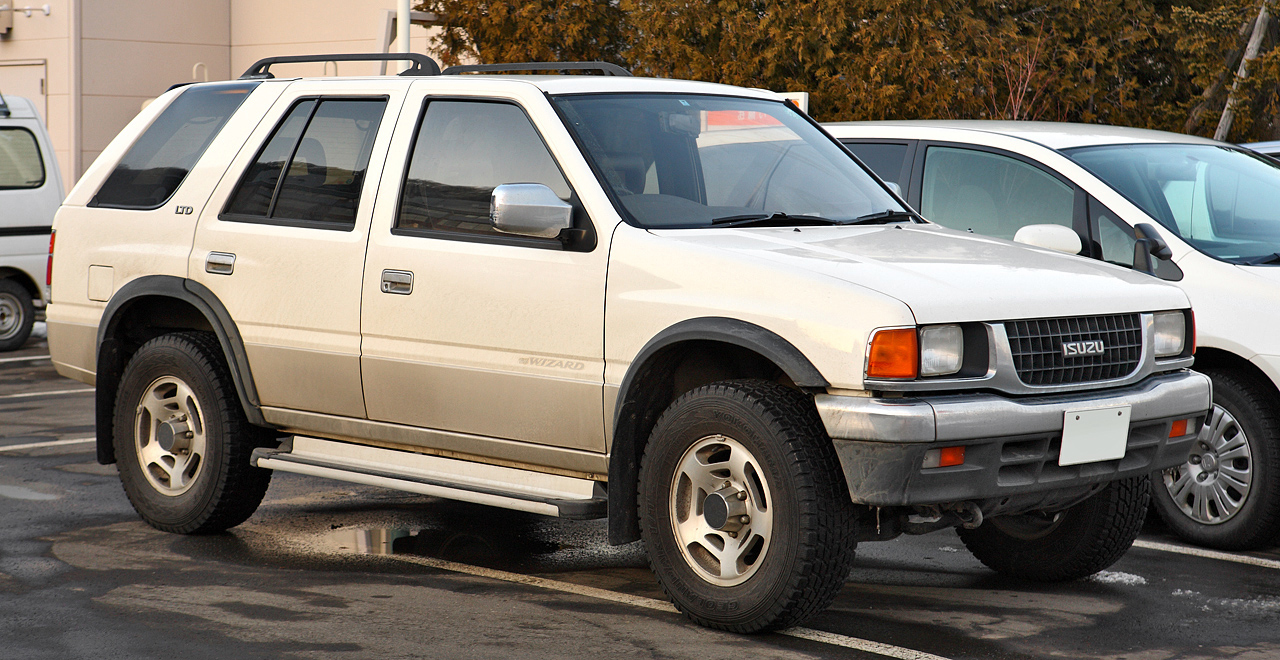
Isuzu Wizard
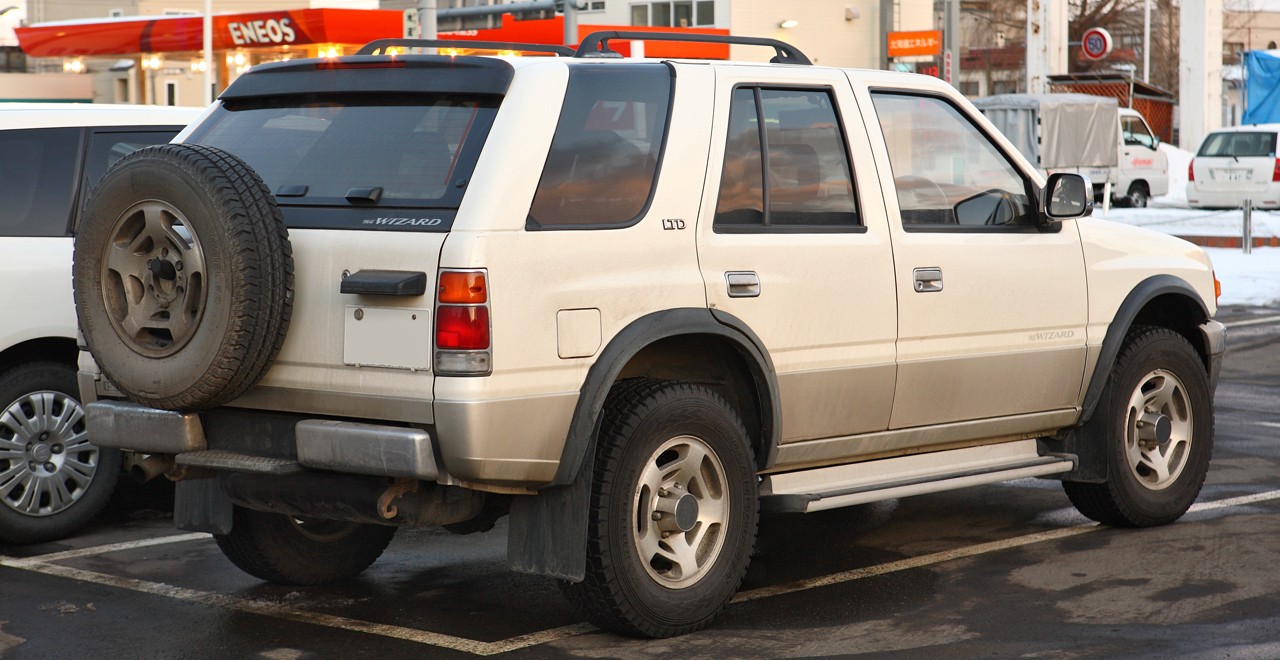
Heckansicht

### Nordamerika 1989–1998
Im zweiten Quartal 1989 begann der Verkauf des 3-türigen Isuzu MU als Isuzu Amigo. Ein 2,3-l-Benzinmotor mit 76 kW (102 PS) und Hinterradantrieb war die Basisausstattung. Beim Allradantrieb kam ein 2,6-l-Benzinmotor mit 89 kW (119 PS) zum Einsatz. Zunächst erfolgte die Übertragung der Motorkraft mittels 5-Gang-Schaltgetriebe. Zur Serienausstattung zählte unter anderem eine Klimaanlage.
Isuzu führte 1990 den 5-türigen Isuzu Wizard als Isuzu Rodeo ein. Er war erhältlich mit dem 2,6-l- oder einem 3,1-l-V6-Benzinmotor von General Motors mit gleicher Leistung, aber mehr Drehmoment. Ein 4-Stufen-Automatikgetriebe übertrug die Kraft des V6.
Je nach Version gab es bei beiden Modellen manuelle oder automatische Freilaufnaben in der Allradversion 4WD. Hierbei war auch ein Antiblockiersystem serienmäßig verbaut. Beide Modelle wurden im Subaru-Isuzu Automotive in Lafayette, Indiana gefertigt.
1992 entfiel der 2,3-l-Benzinmotor und das 4-Stufen-Automatikgetriebe stand auch für die Hinterradantriebsvarianten mit 2,6-l-Motor bei allen Modellen zur Verfügung. Für das Modelljahr 1993 wurde der GM V6 durch einen 3,2-l-Isuzu-V6-Benzinmotor mit 130 kW (174 PS) ersetzt. 1993 wurde das Federungssystem des Rodeo überarbeitet und auf mehr Komfort getrimmt. Ein 2,4-l-Benzinmotor von Holden mit 92 kW (125 PS) ergänzte das Motorenangebot. Zudem gab es nun eine dritte Bremsleuchte und die Mittelkonsole wurde verfeinert. 1994 kamen elektrische Außenspiegel und Servolenkung zur Grundausstattung hinzu. Ab Mitte des Jahres wurde der Amigo zum Rodeo Sport. 1995 gab es ein neues Armaturenbrett und Fahrer- und BeifahrerAirbags. Für das Modelljahr 1996 wurde die Leistung des V6 auf 145 kW (194 PS) erhöht.

### Nordamerika 1993–1998
Ab 1998 wurde der Wizard in Nordamerika auch von Honda als Honda Passport angeboten. Es gab ihn mit dem 2,6-l- und 3,2-l-V6-Motor wahlweise als 4WD. Der Name Passport wird seit 2018 für ein SUV-Modell von Honda wiederverwendet.

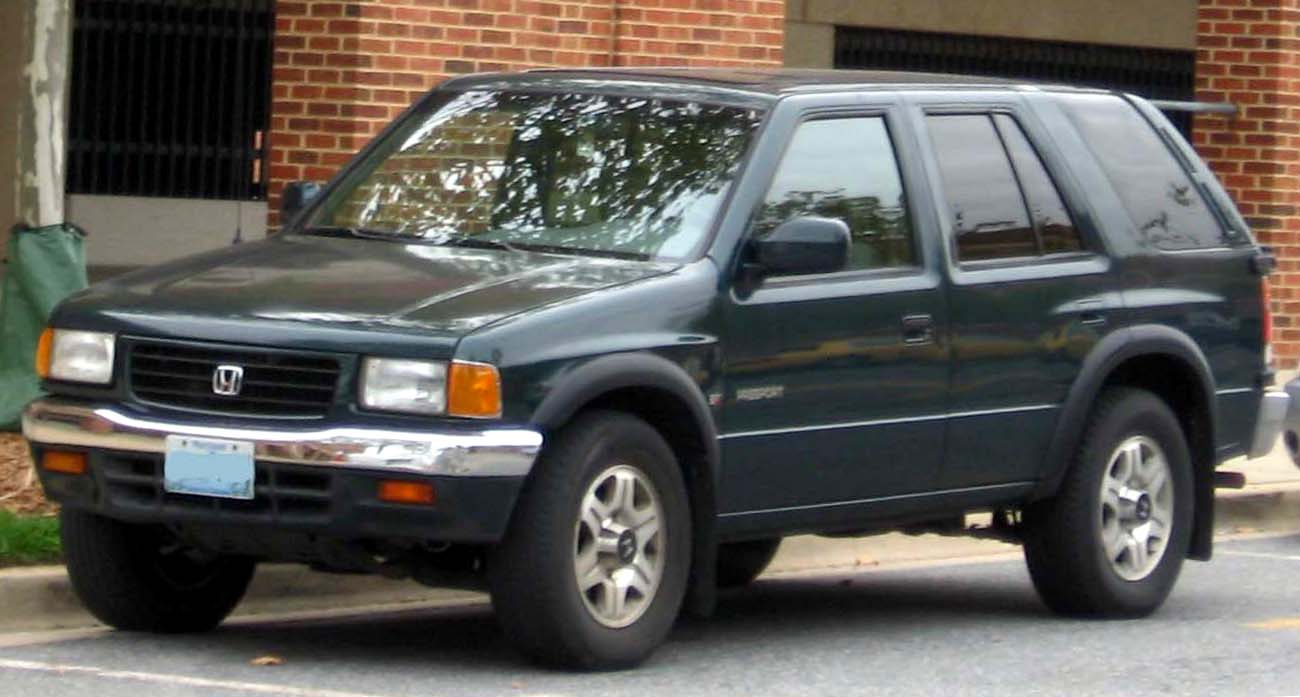
Honda Passport
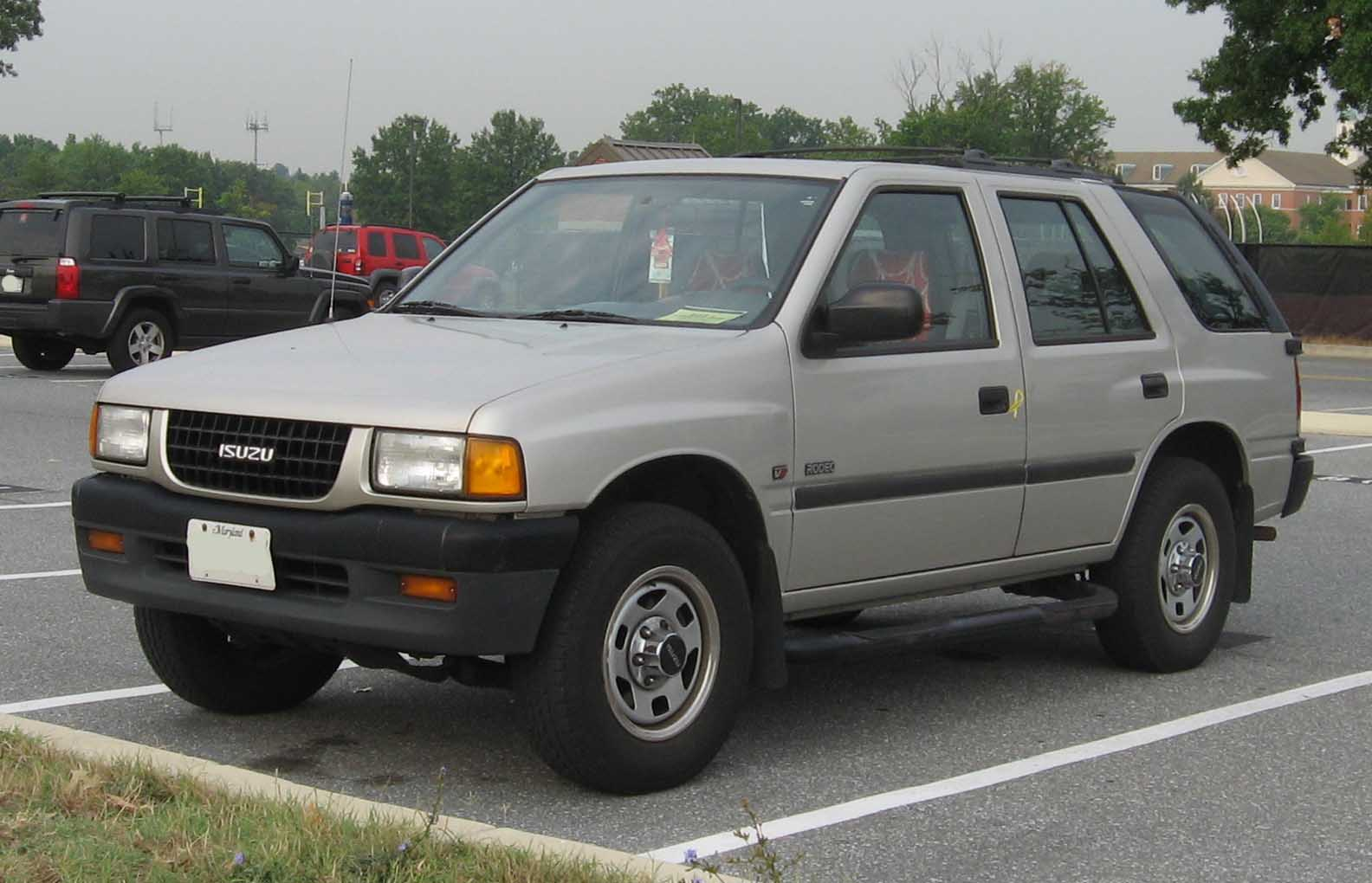
Isuzu Rodeo I
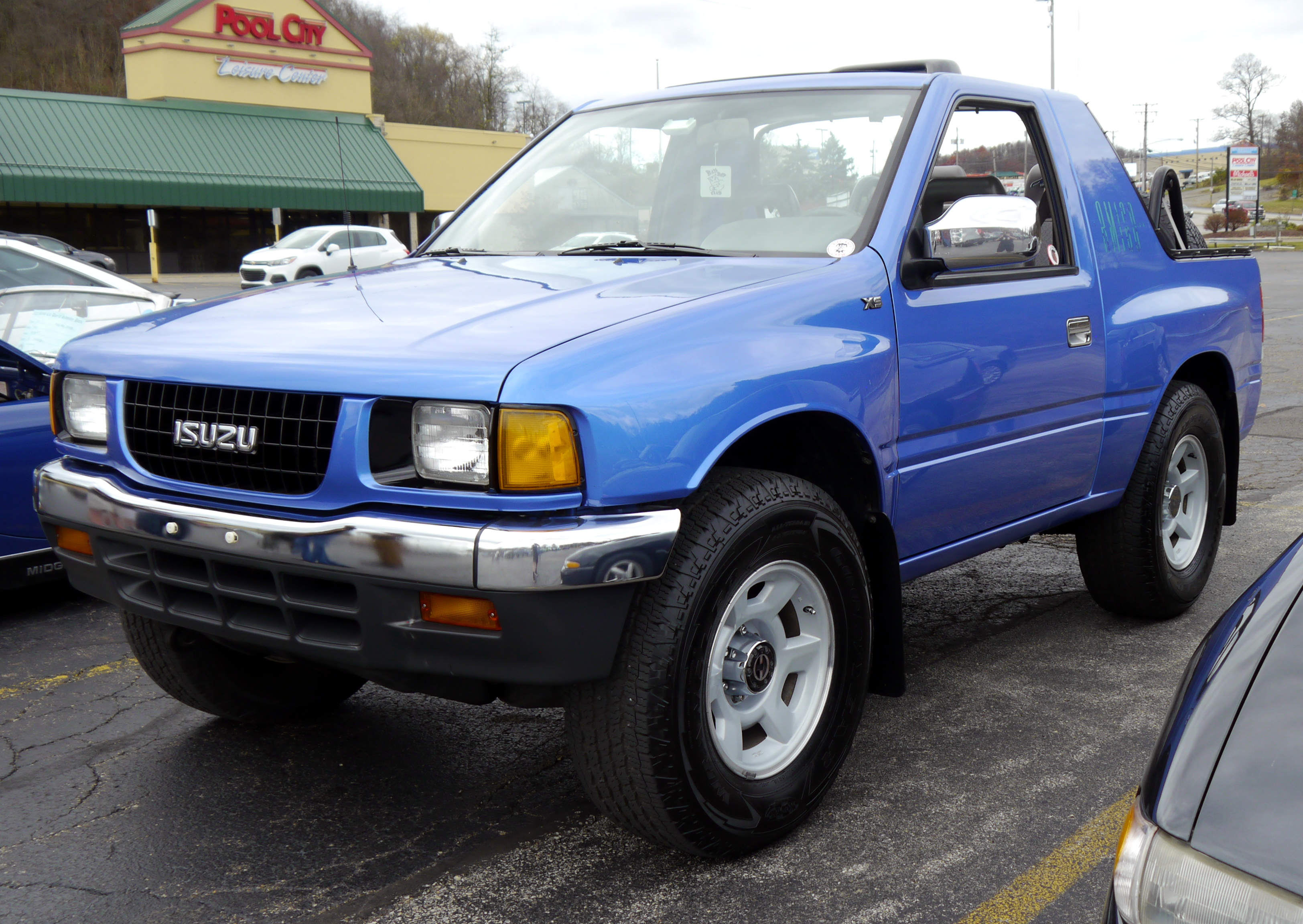
Isuzu Amigo
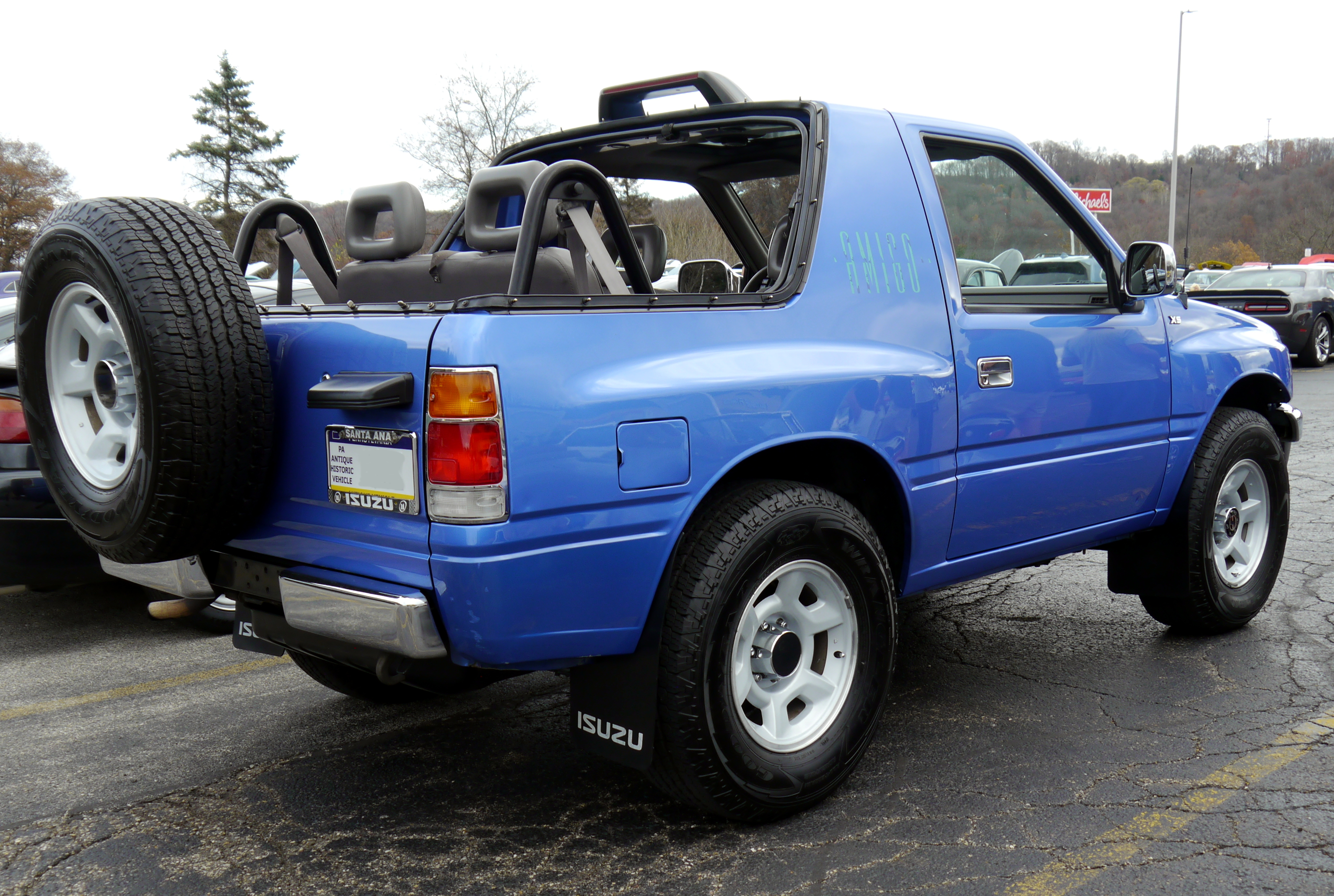
Heckansicht

### Europa und Australien 1991–1998
Beide Modelle wurden als Opel bzw. Vauxhall Frontera in Europa verkauft (Frontera Sport für den Dreitürer). In Australien lief das Modell unter dem Namen Holden Frontera.

### Thailand 1993–1996
Der Wizard wurde hier als Isuzu Cameo angeboten. Er hatte hier einen 2,5-l-Dieselmotor mit Direkteinspritzung und 66 kW (90 PS). Es gab ihn nur mit 5-Gang-Schaltgetriebe und Hinterradantrieb. Gebaut wurde er im Isuzu-Werk Rayong.

## Isuzu MU / Wizard II 1998–2004
Auf der 32. Tokyo Motor Show 1997 wurde die zweite Generation erstmals vorgestellt. Im Mai 1998 begann der Verkaufsstart des MU / Wizard II auf dem Heimatmarkt. Der MU war auch wieder als Honda Jazz erhältlich. Die Modelle waren vollständig überarbeitet und hatten nun ein eigenes Chassis unabhängig vom Pick-up Faster. Dabei wurde mehr als 100 kg Fahrzeuggewicht eingespart und das Reserverad war unter dem Boden befestigt. Es gab nun nur noch einen 3,2-l-V6-Benzinmotor mit 215 PS Leistung und einen 3,0-l-Common-Rail-Einspritzung-Dieselmotor mit 145 PS Leistung. Dieser brachte naturgemäß eine verbesserte Kraftstoffeffizienz und weniger Emissionen. Fahrer- und Beifahrerairbag waren ebenso serienmäßig wie Seitenaufprallschutz und Antiblockiersystem. 2002 endete die Produktion und der Verkauf in Japan ohne Nachfolgemodell.
Die Exporte in die übrigen nicht lokal produzierten Modelle fanden nun aus dem Werk in den Vereinigten Staaten bis zum Jahr 2004 statt.

### Nordamerika 1998–2004
1998 debütierte die zweite Generation auch in Nordamerika, die weiterhin in Lafayette, Indiana gebaut wurden. Der Rodeo Sport war nun mit Stoffverdeck lieferbar. Neben dem Radstandsunterschied war auch die Anbringung des Reserverades am Kofferraumdeckel und Kotflügelverbreiterungen anders als beim 5-Türer Rodeo. Die zweite Serie bot nun auch Platz für bis zu fünf Personen. Als Standardantrieb kam ein 2,2-l-GM-Benzinmotor mit 97 kW (130 PS) zum Einsatz. Daneben gab es optional auch den 3,2-l-V6 aus dem Wizard, der hier aber nur 153 kW (205 PS) leistete. Der Rodeo Sport wurde bis 2003 produziert.
Für den 5-türigen Rodeo gab es nun elektrisch verstellbare Stoßdämpfer, die beim für Honda gebauten Passport nicht verfügbar waren. Eine Ausstattungsvariante des Rodeo war das Ironman-Paket. Hintergrund war das Isuzu-Sponsoring des Ironman-Triathlon-Wettbewerbs. Das Paket beinhaltete weiße oder schwarze Farbe auf den unteren Karosserieteilen, Traversen für den Dachgepäckträger und spezielle Grafiken und Aufkleber. Ein Tempomat war nun Standardausrüstung beim V6-Motor.
- 2001: Zur Feier des 85. Isuzu-Jubiläums gab es ein Sondermodell namens Anniversary Edition und darüber hinaus erhielt der Rodeo einen neuen Kühlergrill.
- 2002: Letztes Verkaufsjahr für den Rodeo in Kanada, der hier durch den Saturn Vue ersetzt wurde als Folge des Isuzu-Rückzugs aus Kanada (Isuzu-Händler in Kanada verkauften auch Saturn und Saab).
- 2004: Den Rodeo gab es nun auch mit einem 3,5-l-V6-Benzinmotor mit Direkteinspritzung und 190 kW (250 PS). Ab Mitte des Jahres gab es einen Reifenluftdrucksensor.

Ende 2004 wurde die Produktion eingestellt und der Isuzu Ascender wurde das Nachfolgemodell.

### Nordamerika 1998–2002
Der Wizard II wurde auch wieder als Honda Passport angeboten, jedoch hatte er nur den 3,2-l-V6-Motor mit Automatikgetriebe. 2002 löste ihn der Honda Pilot ab.

### Asien/Thailand 1999–2004
Im Jahr 1999 führte Isuzu den Wizard hier wieder ein, gab ihm jedoch einen neuen Namen: Isuzu Vega, da er nun preislich höher positioniert wurde. Er hatte nun stets Allradantrieb sowie Xenonscheinwerfer und das Reserverad an der Hintertür. Als Motor kam der neue 3,0-l-Common-Rail-Einspritzung-Dieselmotor mit 88 kW/120 PS, 5-Gang-Schaltgetriebe und 4-Stufen-Automatikgetriebe zum Einsatz. 2005 ersetzte hier und in vielen anderen asiatischen Märkten der Isuzu MU-7 das Modell.

### Europa und Ozeanien 1998–2004
Wieder als Holden/Vauxhall/Opel Frontera, Nachfolger war der Vauxhall/Opel Antara.

### Ägypten 1998–2005
Ab 1998 wurde im ägyptischen GM-Werk der Wizard II als Chevrolet Frontera und Isuzu Rodeo für einige lokale Märkte produziert.

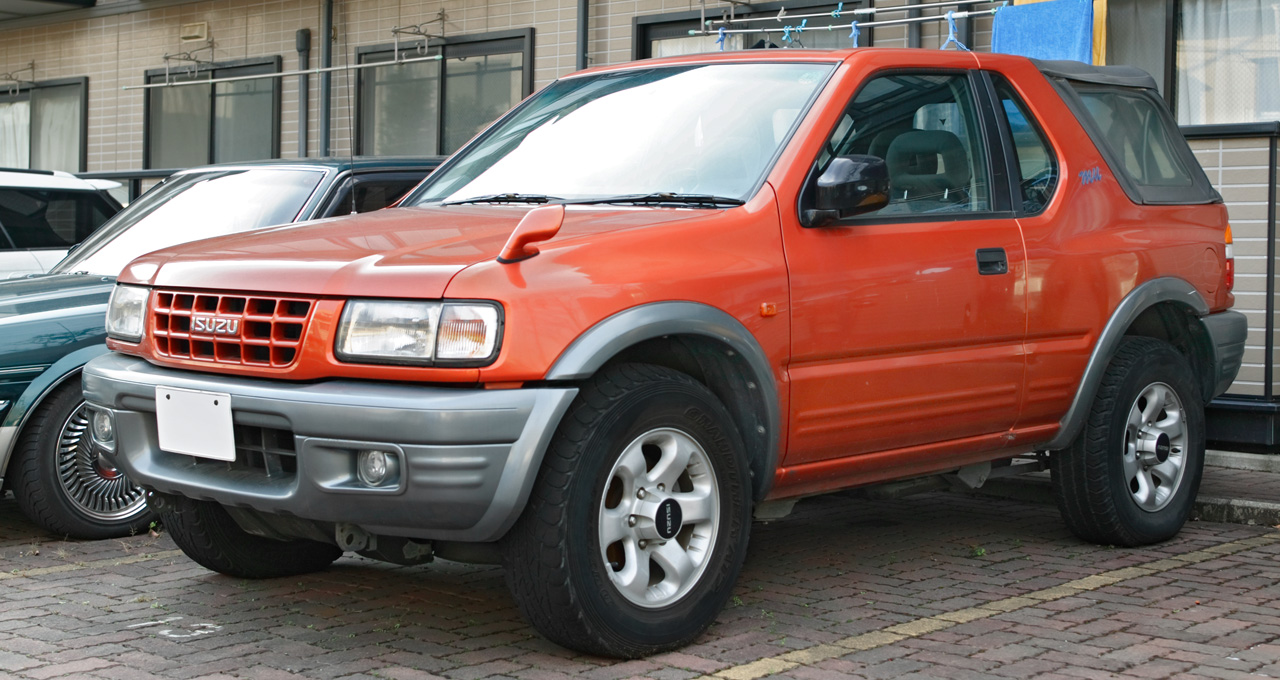
Isuzu MU II
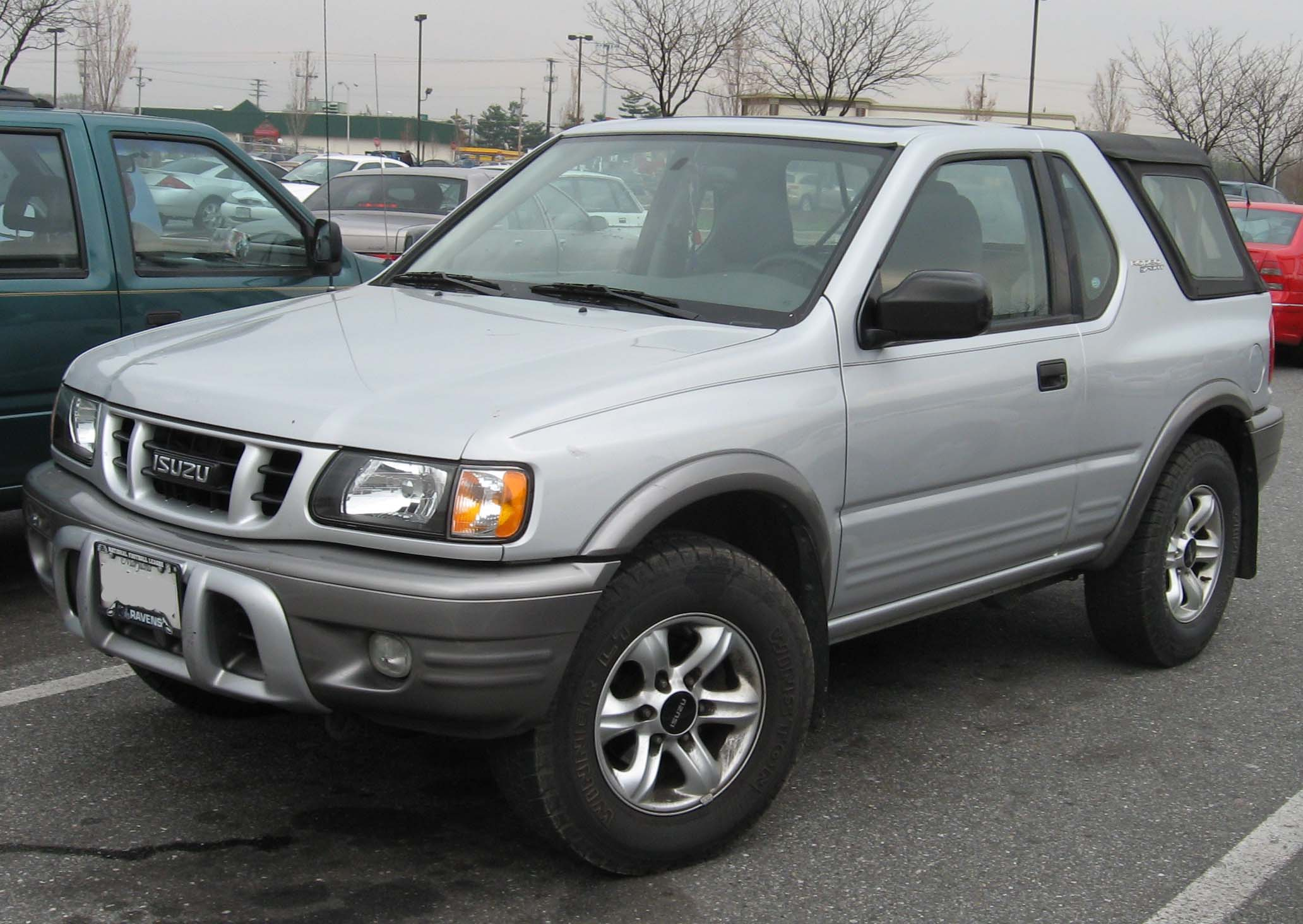
Isuzu Rodeo Sport II
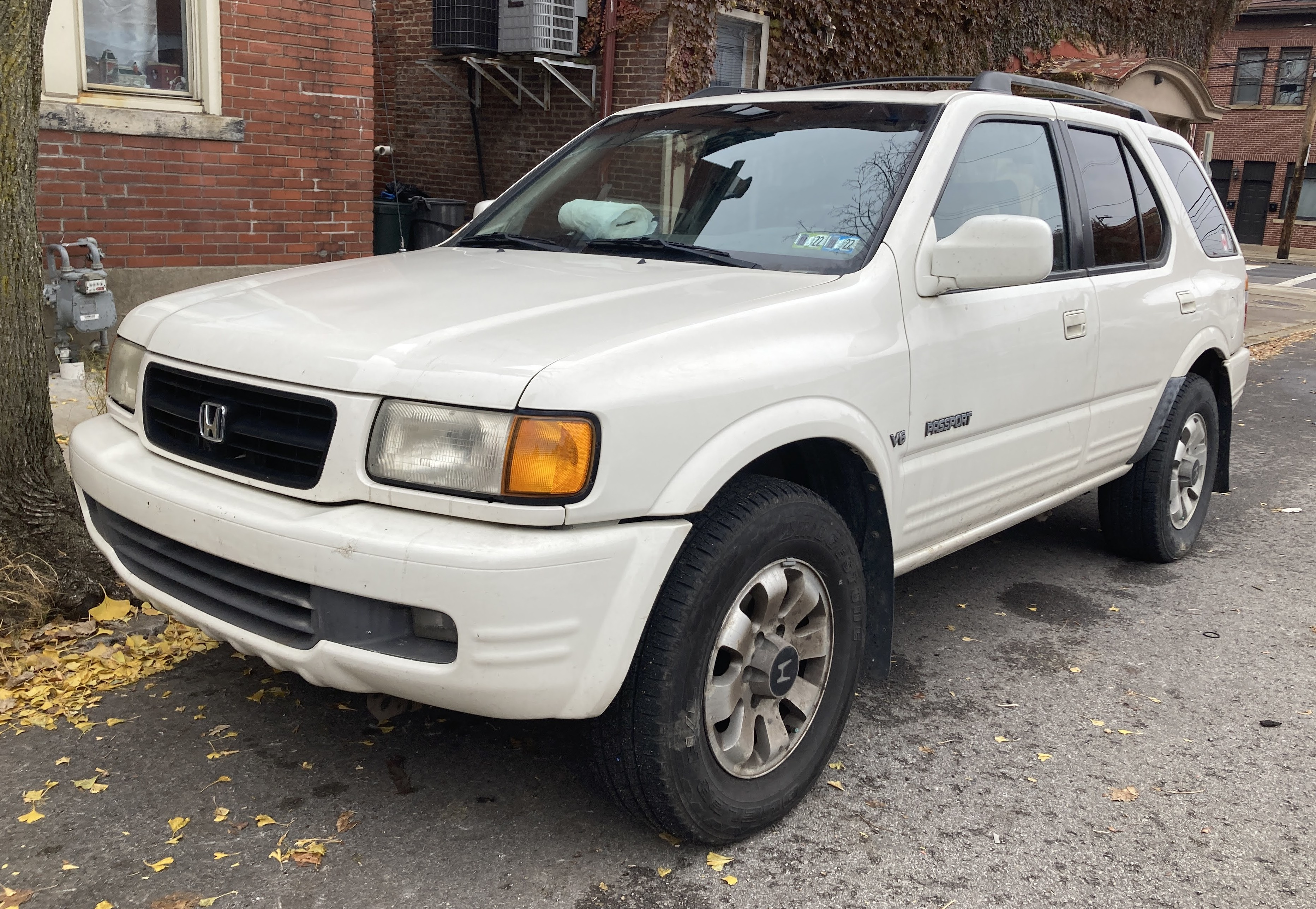
Honda Passport
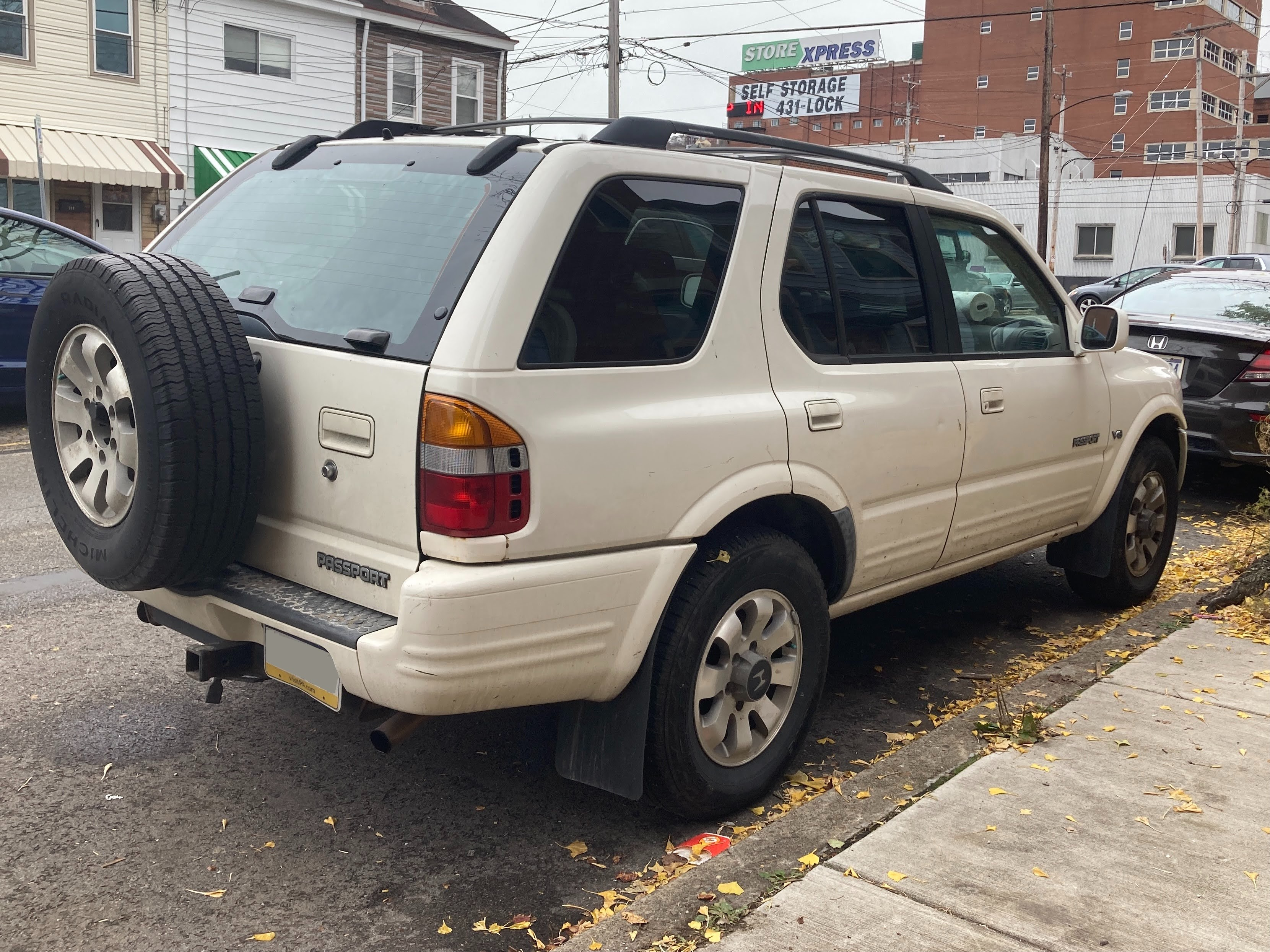
Heckansicht